# South Seal River
Der South Seal River ist der 220 km lange rechte Quellfluss des Seal River im Norden der kanadischen Provinz Manitoba.

## Verlauf
Der South Seal River bildet den Abfluss des Big Sand Lake. Er durchfließt den Sand Lakes Provincial Wilderness Park in östlicher Richtung zum Chipewyan Lake, den er in nördlicher Richtung verlässt. Er setzt seinen Kurs nach Norden fort und durchfließt den Tadoule Lake. Anschließend passiert er den kleinen Negassa Lake und mündet von Süden kommend in den Shethanei Lake.
Der South Seal River hat eine Länge von etwa 200 km. Dabei überwindet er einen Höhenunterschied von 55 m. Der Fluss verläuft im Bereich des Kanadischen Schilds in weitgehend unbesiedeltem Gebiet. Einziger Ort am Flusslauf ist die Siedlung Tadoule Lake.